# Amarginops platus
Amarginops platus är en fiskart som beskrevs av Nichols och Griscom, 1917. Amarginops platus ingår i släktet Amarginops och familjen Claroteidae. IUCN kategoriserar arten globalt som otillräckligt studerad. Inga underarter finns listade i Catalogue of Life.